# 언차티드: 네이선 드레이크 컬렉션
언차티드: 네이선 드레이크 컬렉션(Uncharted: The Nathan Drake Collection)은 2015년에 블루포인트 게임스에서 개발하고 소니 컴퓨터 엔터테인먼트에서 출시한 액션 어드벤처 비디오 게임 모음집이다. 여기에는 언차티드 시리즈의 처음 3개 주요 게임인 언차티드: 엘도라도의 보물(2007), 언차티드 2: 황금도와 사라진 함대(2009) 및 언차티드 3: 황금 사막의 아틀란티스(2011)의 리마스터 버전이 포함되어 있으며, 모두 원래 너티 독에서 개발했다. 네이선 드레이크 컬렉션은 2015년 10월 플레이스테이션 4 전용으로 출시되었다. 플레이어는 다양한 역사적 미스터리를 밝혀내기 위해 세계를 여행하는 트레저 헌터 네이선 드레이크를 조종한다.
네이선 드레이크 컬렉션의 개발은 2014년에 시작되었으며 블루포인트가 구성한 최대 규모의 팀이 필요했다. 콘솔의 뛰어난 기능을 활용하기 위해 블루포인트는 사격 및 수류탄 메커니즘, 일부 컨트롤, 카메라 구성 등 게임플레이 요소를 리모델링할 수 있었다. 조명, 시각 효과, 캐릭터 모델을 개선하기 위해 게임 내 컷씬을 정밀 검사했으며 온라인 순위표와 모션 블러가 도입되었다. 네이선 드레이크 컬렉션에는 싱글 플레이어 스토리 모드만 포함되어 있으며 모든 멀티 플레이어 콘텐츠는 없다.
언차티드: 네이선 드레이크 컬렉션은 게임의 업데이트와 개선 사항, 즉 그래픽, 컨트롤, 비주얼에 대한 칭찬과 함께 비평가들로부터 일반적으로 호평을 받았으며, 원작 3부작의 가치 있는 리마스터로 간주되었다. 앞서 언급한 멀티플레이어 누락과 추가 기능이 부족하다는 비판도 있었다.

## 평가
| 평가 |        |
| --- | ------ |
| 통합 점수 통합사 점수 메타크리틱 86/100 [ 1 ] 평론 점수 평론사 점수 게임스팟 8/10 [ 2 ] 게임스레이더+ [ 3 ] IGN 9/10 [ 4 ] 벤처비트 88/100 [ 5 ] VideoGamer.com 7/10 [ 6 ] |        |
| 통합 점수 |        |
| 통합사 | 점수   |
| 메타크리틱 | 86/100 |
| 평론 점수 |        |
| 평론사 | 점수   |
| 게임스팟 | 8/10   |
| 게임스레이더+ | [ 3 ]  |
| IGN | 9/10   |
| 벤처비트 | 88/100 |
| VideoGamer.com | 7/10   |